# Salemförsamlingen i Nykarleby
Salemförsamlingen i Nykarleby (Salem Nykarleby) är en pingstförsamling i Nykarleby i Österbotten i Finland. Församlingen grundades den 23 maj 1920 med Anders Ede som föreståndare. Salemförsamlingen stod värd för flera uppmärksammade bibelstudieveckor på 1930-talet då den unga pingstväckelsens vittnen mangrant möte upp för uppbyggelse och rådplägning.
Församlingen invigde sitt bönehus vid årsskiftet 1923–1925. En ny kyrka invigdes första advent 1975. Barnhemmet i Nykarleby hade starka band till församlingen.

## Föreståndare
- Teodor Sundström
- Ivar Ramström
- Birger Back
- Emil Dahl
- Rainer Lindh
- Rafael Hjort
- Harry Holmberg
- Bjarne Forsén
- Kjell Blomberg
- Agneta Enström